# Bézu-Saint-Éloi
Bézu-Saint-Éloi és un municipi francès situat al departament de l'Eure i a la regió de Normandia. L'any 2007 tenia 1.209 habitants.

## Demografia

### Població
El 2007 la població de fet de Bézu-Saint-Éloi era de 1.209 persones. Hi havia 434 famílies, de les quals 68 eren unipersonals (32 homes vivint sols i 36 dones vivint soles), 157 parelles sense fills, 185 parelles amb fills i 24 famílies monoparentals amb fills.
La població ha evolucionat segons el següent gràfic:
Habitants censats

### Habitatges
El 2007 hi havia 482 habitatges, 443 eren l'habitatge principal de la família, 20 eren segones residències i 20 estaven desocupats. 456 eren cases i 19 eren apartaments. Dels 443 habitatges principals, 379 estaven ocupats pels seus propietaris, 57 estaven llogats i ocupats pels llogaters i 6 estaven cedits a títol gratuït; 3 tenien una cambra, 14 en tenien dues, 55 en tenien tres, 137 en tenien quatre i 233 en tenien cinc o més. 335 habitatges disposaven pel capbaix d'una plaça de pàrquing. A 188 habitatges hi havia un automòbil i a 222 n'hi havia dos o més.

### Piràmide de població
La piràmide de població per edats i sexe el 2009 era:
| Homes | Edats   | Dones |
| ----- | ------- | ----- |
| 0     | 95 o +  | 0     |
| 0     | 90 a 94 | 0     |
| 8     | 85 a 89 | 4     |
| 4     | 80 a 84 | 0     |
| 20    | 75 a 79 | 28    |
| 16    | 70 a 74 | 24    |
| 20    | 65 a 69 | 24    |
| 12    | 60 a 64 | 8     |
| 12    | 55 a 59 | 20    |
| 28    | 50 a 54 | 24    |
| 72    | 45 a 49 | 44    |
| 84    | 40 a 44 | 76    |
| 52    | 35 a 39 | 60    |
| 28    | 30 a 34 | 20    |
| 16    | 25 a 29 | 32    |
| 40    | 20 a 24 | 24    |
| 100   | 15 a 19 | 64    |
| 48    | 10 a 14 | 60    |
| 48    | 5 a 9   | 32    |
| 24    | 0 a 4   | 28    |

## Economia
El 2007 la població en edat de treballar era de 815 persones, 623 eren actives i 192 eren inactives. De les 623 persones actives 567 estaven ocupades (324 homes i 243 dones) i 55 estaven aturades (24 homes i 31 dones). De les 192 persones inactives 52 estaven jubilades, 90 estaven estudiant i 50 estaven classificades com a «altres inactius».

### Ingressos
El 2009 a Bézu-Saint-Éloi hi havia 477 unitats fiscals que integraven 1.341 persones, la mediana anual d'ingressos fiscals per persona era de 20.084 €.

### Activitats econòmiques
Dels 48 establiments que hi havia el 2007, 1 era d'una empresa alimentària, 4 d'empreses de fabricació d'altres productes industrials, 13 d'empreses de construcció, 7 d'empreses de comerç i reparació d'automòbils, 3 d'empreses de transport, 6 d'empreses d'hostatgeria i restauració, 2 d'empreses d'informació i comunicació, 6 d'empreses de serveis, 2 d'entitats de l'administració pública i 4 d'empreses classificades com a «altres activitats de serveis».
Dels 19 establiments de servei als particulars que hi havia el 2009, 1 era una oficina de correu, 4 paletes, 2 guixaires pintors, 3 fusteries, 1 lampisteria, 1 electricista, 1 empresa de construcció, 3 perruqueries i 3 restaurants.
Dels 2 establiments comercials que hi havia el 2009, 1 era una botiga de menys de 120 m² i 1 una botiga de mobles.
L'any 2000 a Bézu-Saint-Éloi hi havia 7 explotacions agrícoles.

## Equipaments sanitaris i escolars
El 2009 hi havia una escola elemental integrada dins d'un grup escolar amb les comunes properes formant una escola dispersa.

## Poblacions més properes
El següent diagrama mostra les poblacions més properes.